# Bagadais français
Le Bagadais français est une race de pigeon domestique originaire de France. Oiseau de concours et d'expositions, il appartient au groupe des pigeons caronculés.

## Historique
Le Bagadais français est une race ancienne, développée en France au XVIIIe siècle, à partir d'oiseaux originaires du Moyen-Orient qui étaient utilisés pour porter des messages. L'origine exacte de ces oiseaux n'est pas vraiment connue, mais la plus supposée reste la région de Bagdad qui aurait donné son nom à diverses races de Bagadais.

## Description
Le Bagadais français moderne est un oiseau grand, au long cou, avec une posture fière et de longues pattes nues et rouges. Son cou arbore comme une cassure au niveau de la 4e vertèbre. Son allure ressemble à celle d'un échassier. Les plus gros mâles peuvent atteindre un poids de 900 grammes, avec un bec long de 38 mm. Les ailes et la queue sont courtes, rendant son vol lourd. Le plumage est court et bien serré. Ses yeux sont perlés (iris blanc) mais les oiseaux blancs ont un œil de vesce (iris noir). L’œil est cerclé d'une caroncule large d'une couleur rouge vif.
Il peut être trouvé sous différentes couleurs mais celle-ci est secondaire lors des concours. L'oiseau est noté avant tout sur son allure et sa forme.

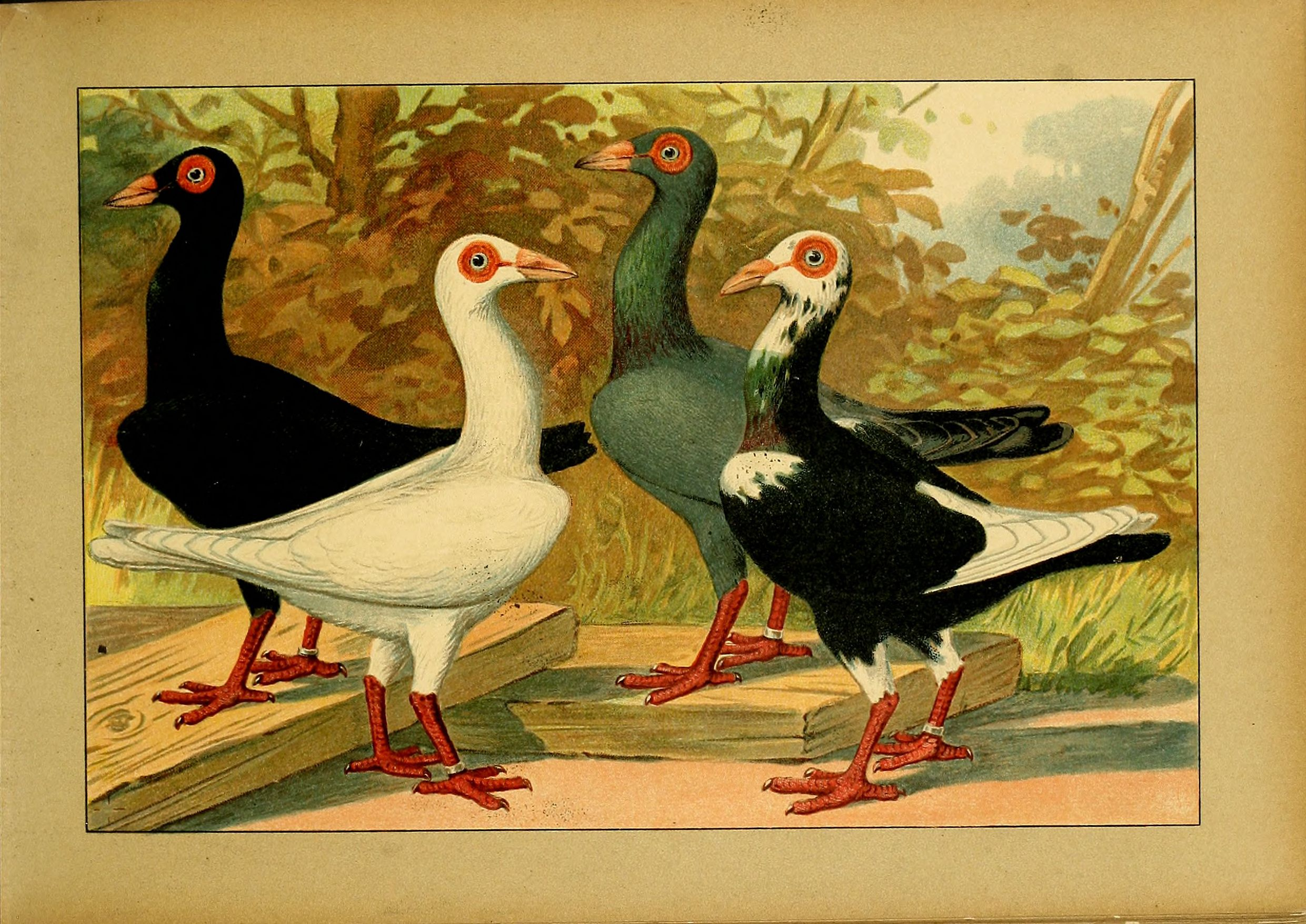
Illustration de 1906.

## Élevage
La race n'est pas facile à élever et est à éviter pour des éleveurs débutants. En effet, bien que le Bagadais français se reproduise bien et soit un bon parent, peu d'éleveurs se lancent dans son élevage. Conserver la bonne morphologie au fil des croisements peut s'avérer difficile. En outre, le caractère vif et méfiant de l'oiseau lui a donné une mauvaise image. Cité comme peureux et querelleur, il est surtout méfiant envers les étrangers et il est très territorial quand cela concerne son nid, chassant tous les autres oiseaux osant s'en approcher,. Par sa grande taille, il doit avoir une boîte suffisamment grande pour qu'il soit à l'aise ; dans le cas contraire, il arrive que les adultes cassent les œufs ou écrasent les oisillons en défendant vigoureusement le nid.
Malgré son ancienneté, la race s'est peu diffusée à l'international. Au début du XXe siècle, elle est surtout présente en Europe de l'Ouest (Belgique, Allemagne). À cette même époque, elle est très appréciée en Angleterre pour améliorer d'autres races par croisement, ce qui lui a valu d'être citée comme le « Pur-sang des pigeons ». Après la Première guerre mondiale, son élevage s'était fait rare en France.

## Standard
Le standard de la race est géré par la France (F/0107). L'oiseau est bagué avec une bague de 10 mm.

## Croisement
Au début du XXe siècle, des croisements entre des Bagadais français et des Pies anglais permettent de créer la race du Roubaisien.

## Annexe